# 166P/NEAT
166P/NEAT eller NEAT 8 är en periodisk komet och centaur i det yttre solsystemet. Den upptäcktes av projektet Near Earth Asteroid Tracking (NEAT) år 2001 och klassificerades initialt som en komet med den provisoriska beteckningen P/2001 T4 (NEAT), eftersom det var uppenbart från upptäcktsobservationer att kroppen uppvisade en kometkoma. Den är ett av få kända objekt med centaurliknande banor som uppvisar en koma, tillsammans med 60558 Echeclus, 2060 Chiron, 165P/LINEAR och 167P/CINEOS. Den är också en av de rödaste centaurerna.
166P/NEAT har ett periheliumavstånd om 8,56 AE, och är en komet av typ Chiron med (TJupiter > 3; a > aJupiter).